# Hiroyuki Morioka
Hiroyuki Morioka (森岡 浩之, Morioka Hiroyuki), né le 2 mars 1962 à Kobe (préfecture de Hyōgo), est un romancier japonais de science-fiction, connu surtout pour la série des Seikai (Crest of the Stars, Banner of the Stars, Seikai no danshō).

## Biographie
Hiroyuki Morioka publie son premier roman, Yume no ki ga tsugeta nara (夢の樹が接げたなら, litt. Si un arbre des rêves pouvait prendre forme), en 1992 dans le magazine de science-fiction des éditions Hayakawa.
En 1996, il connaît le succès avec les trois volumes de Crest of the Stars (星界の紋章, Seikai no monshō), qui lance la série des Seikai, qui compte à l'heure actuelle neuf volumes (3 pour Crest of the Stars, 4 pour Banner of the Stars, 2 pour Seikai no danshō). La série est loin d'être finie, car Hiroyuki Morioka a laissé entendre qu'elle devait retracer la vie de Lamhirh, de sa naissance à son accession au trône de l'Empire humain des Abh.
À côté de la série des Seikai, Hiroyuki Morioka a écrit une autre série reprenant des thèmes de la mythologie japonaise qui raconte les guerres de la Lune.
Son intérêt pour la linguistique l'a conduit à élaborer une langue imaginaire, le baronh, parlé par les Abh dans l'univers de Crest of the Stars.
L'œuvre d'Hiroyuki Morioka est inédite en français, mais la richesse de ses univers peut être approchée grâce à l'adaptation en anime de Crest of the Stars.

## Œuvres
- Yume no ki ga tsugeta nara (夢の樹が接げたなら, Si un arbre des rêves pouvait prendre forme) (1992)
- Seikai no monshō I : Teikoku no ōjo (星界の紋章I　 帝国の王女, Crest of the Stars I : La princesse de l’Empire) (1996)
- Seikai no monshō II : Sasayaka na tatakai (星界の紋章II 　ささやかな戦い, Crest of the Stars II : Une petite guerre) (1996)
- Seikai no monshō III : Ikyō e no kikan (星界の紋章III 　異郷への帰還, Crest of the Stars III : Retour vers un monde étrange) (1996)
- Seikai no senki I : Kizuna no katachi (星界の戦旗I 　絆のかたち, Banner of the Stars I : La forme du lien) (1996)
- Kikaidomo no arano (Metarudamu) (機械どもの荒野（メタルダム), Le désert des machines (Metaldom) (1997)
- Seikai no senki II : Mamoru beki mono (星界の戦旗II 　守るべきもの, Banner of the Stars II : Ce qu'il faut protéger) (1998)
- Tsuki to honō no senki (月と炎の戦記, La guerre de la Lune et du Feu) (2000)
- Seikai no senki III : Kazoku no shokutaku (星界の戦旗III 　家族の食卓, Banner of the Stars III : Dîner de famille) (2001)
- Tsuki to yami no senki (月と闇の戦記, La guerre de la Lune et des Ténèbres) (3 volumes) (2003)
- Seikai no senki IV : Kishimu jikū (星界の戦旗IV 　軋む時空, Banner of the Stars IV : L'espace-temps disloqué) (2004)
- Yasashī rengoku (優しい煉獄, Doux purgatoire) (2005)
- Seikai no danshō I (星界の断章 I) (2005)
- Seikai no danshō II (星界の断章 II) (2007)
- Banner of the Stars VI: Imperial Thunder (星界の戦旗VI──帝国の雷鳴, Seikai no Senki VI Teikoku no Raimei) (2018)

## Récompenses
- Prix Hayakawa de la meilleure nouvelle japonaise de science-fiction (1993) pour Spice
- Prix Seiun du meilleur roman japonais de science-fiction (1997) pour Crest of the Stars